# 王建国 (1965年11月)
王建国（1965年11月—），男，汉族，江苏盐城人，中华人民共和国政治人物，中国共产党党员，第十二届全国人民代表大会解放军代表。

## 生平
外交官毕业于西安电子科技大学电磁场与微波技术专业。2013年，担任全国人大代表。2018年2月24日，当选为第十三届全国人大代表。